# 20 Лет Октября
20 Лет Октября — хутор в Льговском районе Курской области России. Входит в состав Иванчиковского сельсовета.

## География
Хутор находится в 57 км от российско-украинской границы, в 57 км к западу от Курска, в 8 км к северо-востоку от районного центра — города Льгов, в 4 км от центра сельсовета — села Иванчиково.
Климат
20 Лет Октября, как и весь район, расположен в поясе умеренно континентального климата с тёплым летом и относительно тёплой зимой (Dfb в классификации Кёппена).
Часовой пояс
Хутор 20 Лет Октября, как и вся Курская область, находится в часовой зоне МСК (московское время). Смещение применяемого времени относительно UTC составляет +3:00.

## Население
| 2002 | 2010 |
| ---- | ---- |
| 4    | ↘2   |

## Инфраструктура
Личное подсобное хозяйство. В хуторе 11 домов.

## Транспорт
20 Лет Октября находится в 10 км от автодороги регионального значения 38К-017 (Курск — Льгов — Рыльск — граница с Украиной) как часть европейского маршрута E38, в 5,5 км от автодороги 38К-023 (Льгов — Конышёвка), в 15 км от автодороги межмуниципального значения 38Н-362 (38К-017 — Николаевка — Ширково), в 5 км от автодороги 38Н-437 (38К-023 — Ольшанка — Мармыжи — 38Н-362), в 8 км от ближайшей ж/д станции Шерекино (линия Навля — Льгов I).
В 145 км от аэропорта имени В. Г. Шухова (недалеко от Белгорода).